# Mayfield (Canterbury)
Pour les articles homonymes, voir Mayfield.
Mayfield est une petite localité formée de fermes situées dans la région de Canterbury, dans l’île du Sud de la Nouvelle-Zélande.

## Situation
Elle est localisée à 35 km de la ville d’Ashburton  située sur le trajet de l’ancienne route State highway 72/ S H 72 (en), à l’intersection des routes allant de Lismore à Mayfield vers le haut des Plaines de Canterbury.
La ville de Mayfield est située dans les limites du district d’Ashburton et dépend du Conseil Régional de Canterbury (en).

## Population
La population du village de Mayfield est d’environ 200 habitants. 

## Histoire
Si quelqu’un peut être considéré comme le fondateur de la ville de Mayfield, c’est certainement James Dellow.
Ce fut lui qui inventa essentiellement le plus lourd, le plus robuste des engrenages de ferme nécessaire, quand il devint clair que les herses et charrues légères utilisées précédemment ne pouvaient pas venir à bout des conditions rocheuses du sol et il vécut assez longtemps pour voir la croissance importante de la ville de Mayfield, passant d’1 à 2 maisons jusqu’à un bourg prospère .

## Activités économiques
La majorité de la population est engagée soit directement, soit indirectement dans les travaux de la ferme ou les services en relation avec l’agriculture .

## Caractéristiques locales
Le village a un magasin, un garage, une taverne, une compagnie locale de transport et un magasin de fournitures agricoles rurales. 
Le domaine de Mayfield comprend un terrain de rugby et des courts de squash et de tennis, une piscine extérieure, un terrain de tir, un centre de jeux, un terrain d’aventure et un mémorial.
Le premier bureau de poste dans la ville de Mayfield fut établi le 1er septembre 1879, quand M. John Bowick fut engagé comme maître de poste, 
Il était aussi le maréchal-ferrant de la ville et c’est sa maison sur Mayfield-Klondike road, qui devint le premier «Post Office».
Elle fut plus tard achetée le 1er juillet 1881 par M. James Dellow, qui devint également le forgeron de la ville . 
Mais ce ne fut que dans le milieu de l’année 1889, qu’un bureau de poste indépendant, avec le télégraphe fut ouvert à Mayfield .
Le bureau de poste de Mayfield fut en fonctionnement à partir de ce moment-là et jusqu’à ce qu’il soit déclassé et confié à des volontaires de la poste en 1982.
Plusieurs dames tinrent la position comme  volontaires de la poste après quoi le service postal fut confié à un magasin local .

## Brigade de Pompiers
La ville possède une brigade de pompiers ruraux, volontaires, dirigée localement.
La brigade utilise un véhicule réservoir Bedford et du matériel de lutte contre les incendies
La brigade du feu est particulièrement utile car du fait du climat, les fermes locales sont rapides à prendre feu, quand l’herbe est sèche durant la saison d’été .
Le magasin local brûla au début de 2008 mais put être rouvert au début de 2009.

## Évènements
Le Mayfield Agricultural and Pastoral show a lieu chaque année :le second dimanche de mars  ,.
En juin 2006, Mayfield et la région de Canterbury furent frappés par une importante chute de neige, interrompant l’alimentation électrique, le téléphone et les routes. 
Le courant resta coupé pour plusieurs centaines de foyers pendant plus d’une semaine après l’évènement climatique, ce qui en fait l’une des pires tempêtes de neige, qui toucha la région depuis plusieurs décades .

## Média
Un journal local, le Mayfield Message, parait chaque mois . 
Il est envoyé par la poste de Nouvelle-Zélande dans chaque foyer du secteur et il est publié sur le site web de l'Ashburton District Council.

## Communications
Mayfield a un fournisseur de téléphone nommé Chorus assurant des services de téléphone et DSL au secteur local. 
Les échanges sont seulement limités à un service d’ADSL 1 et l’équipement est limité par les capacités de sa bande passante.
La ville est desservie par la société d’Electricity Ashburton (en) et le réseau de fibres optiques Vodafone, qui passe à travers la ville .
Mayfield est aussi desservie par le  Wireless Rural Broadband Initiative et l’opérateur privé faisant fonctionner Ruralnet.

## Éducation
Mayfield est la localisation d’une école primaire, qui assure les besoins du centre-ville et des communautés environnantes. 
L’école ouvrit peu de temps entre 1880 et 1887.
En 2000, l’école fut agrandie quand les écoles des petites communes de Lismore et de Westerfield furent fermées, car les élèves de ces écoles furent transférés vers l’école de Mayfield.
Deux classes relocalisées à partir de  Lismore  furent déplacées vers Mayfield pour s’ajouter aux deux classes supplémentaires, alors qu’un autre bâtiment fut utilisé pour la bibliothèque/hall de réunion.
L’école de Mayfield a un décile de 9 et c’est une école mixte assurant entièrement le primaire co- (grade U2) accueillant les nouveaux entrants jusqu’à l’année 8.
À la fin de l’année 2010, l’effectif était de 71 élèves.
L’enseignement secondaire est assuré par la Geraldine High School (en) ou le collège d’Ashburton (en), avec des bus scolaires allant de Mayfield jusqu’à ces deux écoles .

## Fourniture d’eau
Mayfield a un circuit réticulé de fourniture d’eau pour environ 60 propriétés réparties  dans le village .
La fourniture d’eau était initialement réalisée à partir du stockage d’eau réalisé par le Conseil.  En avril 2009, quand le Conseil a revu les propositions pour mettre à niveau les ressources en eau, basées sur les nouveaux standards, une proposition alternative fut faite par la communauté localement pour puiser de l’eau dans un puits. 
La commune rassembla des fonds et paya un forage à proximité du village et la fourniture fut transférée au puits. 
Mais par la suite la fourniture d’eau fut jugée insuffisante pour répondre à la demande.
La propriété sur le réseau de fourniture et de distribution d’eau de Mayfield a souffert d'une quantité d’eau limitée et en octobre 2016, a dû être placée en niveau 4 pour les restrictions d’eau, interdisant l’utilisation en extérieur avec des tuyaux flexibles. 
En mai 2016, un projet de consultation pour déployer des compteurs d’eau, fut annoncé par le « Council du district d’Ashburton ».
Le conseil du District a des sources avec un système de filtration transportable, qui pourrait permettre d’utiliser les stocks d’eau en fonction de la demande .